# Бідненко Ганна Федотівна
Га́нна Федо́тівна Бідне́нко (1903 , Гнідин, Переяславський повіт, Полтавська губернія, Російська імперія  — невідомо ) — українська радянська діячка, новатор сільськогосподарського виробництва, ланкова колгоспу імені Леніна Бориспільського району Київської області. Депутат Верховної Ради УРСР 1–5-го скликань (1938–1963).

## Біографія
Народилась 1903 року в бідній багатодітній селянській родині в селі Гнідин, тепер Бориспільського району Київської області, Україна. У одинадцятирічному віці залишилася круглою сиротою, наймитувала у заможних селян. Заміж вийшла в село Ревне (тепер — Бориспільського району).
З початку 1930-х до 1935 року працювала дояркою, свинаркою та трактористкою у колгоспі села Мартусівки Бориспільського району, а з 1936 року — ланковою другої рільничої бригади колгоспу імені Леніна села Ревне Бориспільського району Київської області. У 1938 році отримала з гектара в середньому по ланці 400 центнерів картоплі, а з одного гектара — 703 центнери, за що їй було присвоєно орден Леніна.
Член ВКП(б) з 1931 року.
Запроваджувала нові методи вирощування картоплі. У 1939 році брала участь у Всесоюзній виставці сільського господарства в Москві та була відзначеною срібною медаллю.
Під час німецько-радянської війни працювала телятницею в одному з колгоспів Краснокутського району Саратовської області РРФСР. У 1944 році повернулася на Київщину, а у 1947 році виростила по 590 центнерів картоплі на кожному гектарі. Деякий час працювала ланковою колгоспу імені Васильєва села Демидів Димерського району Київської області. На 1951 рік — ланкова колгоспу імені Леніна Димерського району Київської області.
З середини 1950-х років — ланкова колгоспу імені Мічуріна («Промінь») села Ревне Бориспільського району Київської області.
Потім — на пенсії.

## Нагороди
- орден Леніна (7.02.1939)
- ордени
- медалі